# Siddhaur
Siddhaur is een nagar panchayat (plaats) in het district Barabanki van de Indiase staat Uttar Pradesh. 

## Demografie
Volgens de Indiase volkstelling van 2001 wonen er 10.745 mensen in Siddhaur, waarvan 53% mannelijk en 47% vrouwelijk is. De plaats heeft een alfabetiseringsgraad van 38%. 